# Terence Sydney Airey
Sir Terence Sydney Airey KCMG, CB, CBE, britanski general, * 9. julij 1900, King's Lynn, Norfolk, Anglija, † 26. marec 1983, Fritton, Norfolk.

## Življenje
Izobrazbo je prejel na Gresham's School, Holt in na Kraljevi vojaški akademiji Sandhurst.
Leta 1919 je postal častnik Durhamske lahke pehote. Nadaljeval je šolanje na Štabnem kolidžu ter postal štabni častnik v Sudanu in v britanskih vojaški misiji pri egipčanski kopenski vojski.
Ob izbruhu druge svetovne vojne leta 1941 v Afriki je bil v Abesiniji, nato pa je odpoklican v generalštab v Kairo. Tu je postal Direktor specialnih operacij in nato Direktor vojaške obveščevalne službe. V zadnjem delu tunizijske kampanje pa je bil generalštabni brigadir v 18. armadni skupini.
Junija 1944 je bil povišan v generalmajorja in pozneje postal asistent načelnika štaba Harolda Alexandra. V tej vlogi se je skupaj z Allenom Dullesom v Švici srečal z SS-generalom Karlon Wolffom, s katerim so hoteli doseči ločeno kapitulacijo nemških sil v Italiji.
Po vojni je bil sprva leto dni načelnik štaba vrhovnega poveljnika srednje-mediteranskih sil in bil nekaj časa tudi vršilec dolžnosti namestnika vrhovnega zavezniškega poveljstva za Mediteran.
Leta 1947 je postal poveljnik in vojaški guverner Svobodnega tržaškega ozemlja; na tem položaju je ostal do leta 1951.
Pozneje je bil pomočnik načelnika štaba za obveščevalno službu pri Dwightu Eisenhowerju v Shafu (1951–1952) ter poveljnik britanskih sil, Hongkong (1952–1954).
Upokojil se je leta 1954, a do leta 1956 je vseeno deloval kot polkovnik svojega prvega polka - Durhamske lahke pehote.
Avgusta 1956 je postal generalni delegat pri Evropski fundaciji kulture. Bil je tudi član Skupine Bilderberg.

## Družina
1. novembra 1933 se je v Egiptu poročil s Constanco Hedley, s katero sta imela sina Johna Francisa St Georga Aireyja. Ločila sta se leta 1947 in istega leta se je poročil z Bridget Georgino Vesey.

## Odlikovanja
- poveljnik reda britanskega imperija (1943)
- spremljevalec reda kopeli (1944)
- vitez poveljnik reda svetega Mihaela in svetega Jurija (1951)